# Theodoricus Cả
Theodoricus (tiếng Goth: Þiudareiks; tiếng Latinh: Flāvius Theodericus; tiếng Hy Lạp: Θευδέριχος, Theuderikhos; tiếng Anh Cổ: Þēodrīc; tiếng Na Uy Cổ: Þjōðrēkr, Þīðrēkr; 454 – 526), là vua của người Ostrogoth (471 – 526), kẻ cai trị nước Ý (493 – 526), nhiếp chính vương của người Visigoth (511 – 526) kiêm tổng trấn của Đế quốc Đông La Mã (còn gọi là Đế quốc Byzantine). Tên Þiudareiks của ông theo tiếng Goth có nghĩa là vị vua của nhân dân hoặc kẻ thống trị của nhân dân. Ông được xem là người anh hùng trong truyền thuyết German. Ông là vị vua có công bảo trợ nghệ thuật và kiến trúc, trị vì công minh, sáng suốt. Do đó, ông được tôn vinh làm Theodoricus Đại đế hay Theodoricus I.

## Tiểu sử

### Trước khi lên ngôi

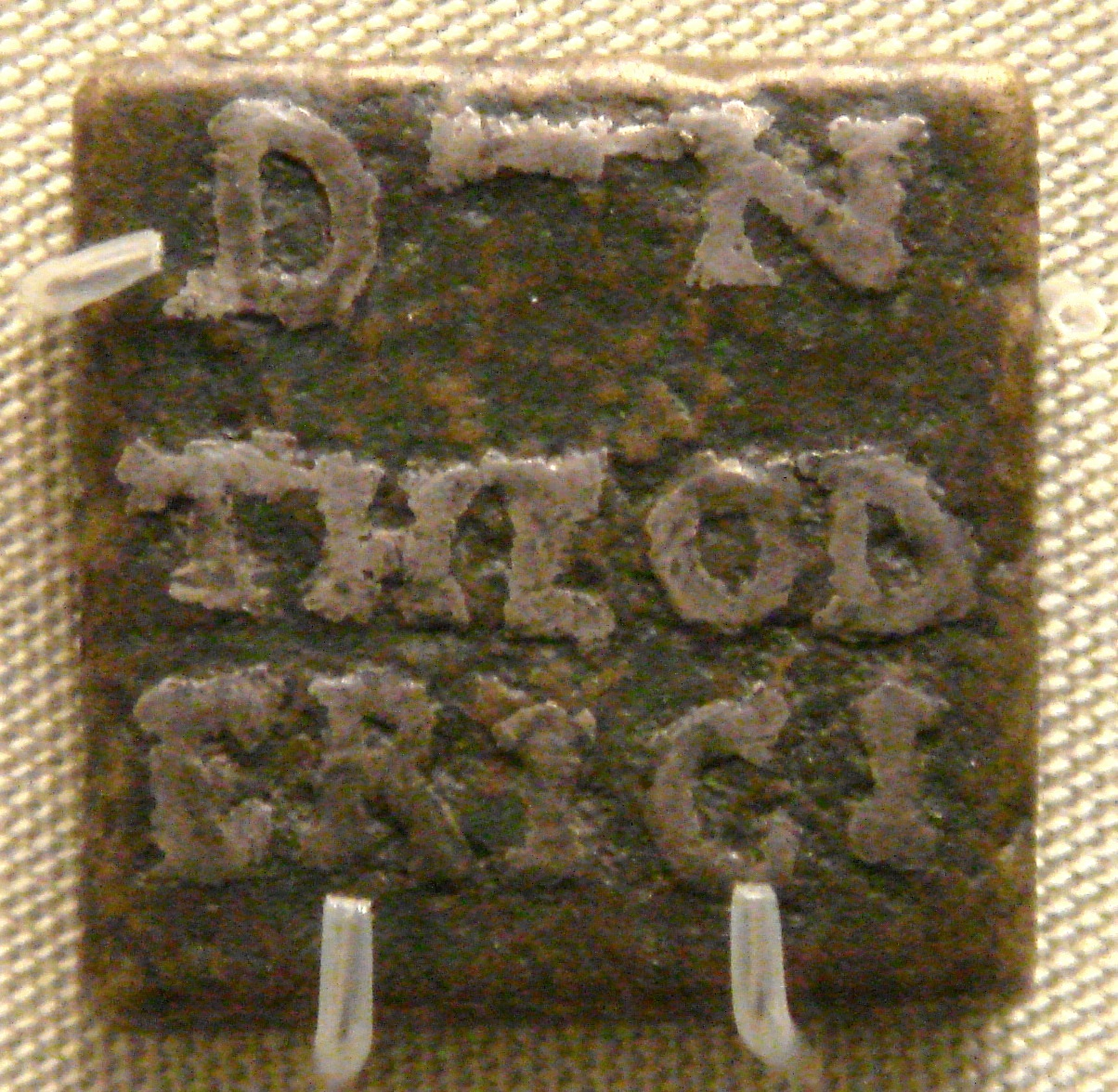
Đồng nặng dát bạc có khắc tên của Theodoric, do Thái thú La Mã Catulinus phát hành tại thành La Mã khoảng năm 493-526.

Theodoric sinh vào năm 454 sau Công Nguyên, trên bờ sông Neusiedler See gần Carnuntum một năm sau khi người Ostrogoth thoát khỏi ách thống trị gần một thế kỷ của người Hung. Ông là con của Vua Theodemir và Hoàng hậu Ereleuva, ngay từ lúc còn nhỏ tuổi, Theodoric đã phải tới kinh thành Constantinopolis làm con tin để đảm bảo thỏa ước được ký kết giữa vua Theodemir của người Ostrogoth với Hoàng đế Đông La Mã Leo I (trị vì: 457 – 474).
Trong suốt nhiều năm sống tại triều đình Đông La Mã ở Constantinopolis, Theodoric đã sớm tiếp thu và học hỏi được nhiều thứ về chiến thuật quân sự và tổ chức chính quyền của người La Mã, chính những bài học quý báu này đã giúp ích cho việc cai trị vương quốc gồm đa số người man rợ bị La Mã hóa sau khi ông lên ngôi. Nhận được sự ưu ái bởi Hoàng đế Leo I và Zeno (trị vì 474 – 475 và 476 – 491), ông trở thành magister militum (Tổng chỉ huy quân đội) vào năm 483, một năm sau ông được bổ nhiệm làm quan chấp chính tối cao (consul) vì công lao trợ giúp Đông La Mã dẹp tan quân phản loạn ở các nơi, với thành tích ấy, ông được Zeno ban thưởng cho Vương quốc Ostrogoth lãnh thổ xứ Mesia (nay là Bungary). Sau đó, ông trở về sinh sống với người Ostrogoth khi vừa tròn 31 tuổi và lên ngôi Quốc vương vào nâm 488.

### Thời kỳ trị vì

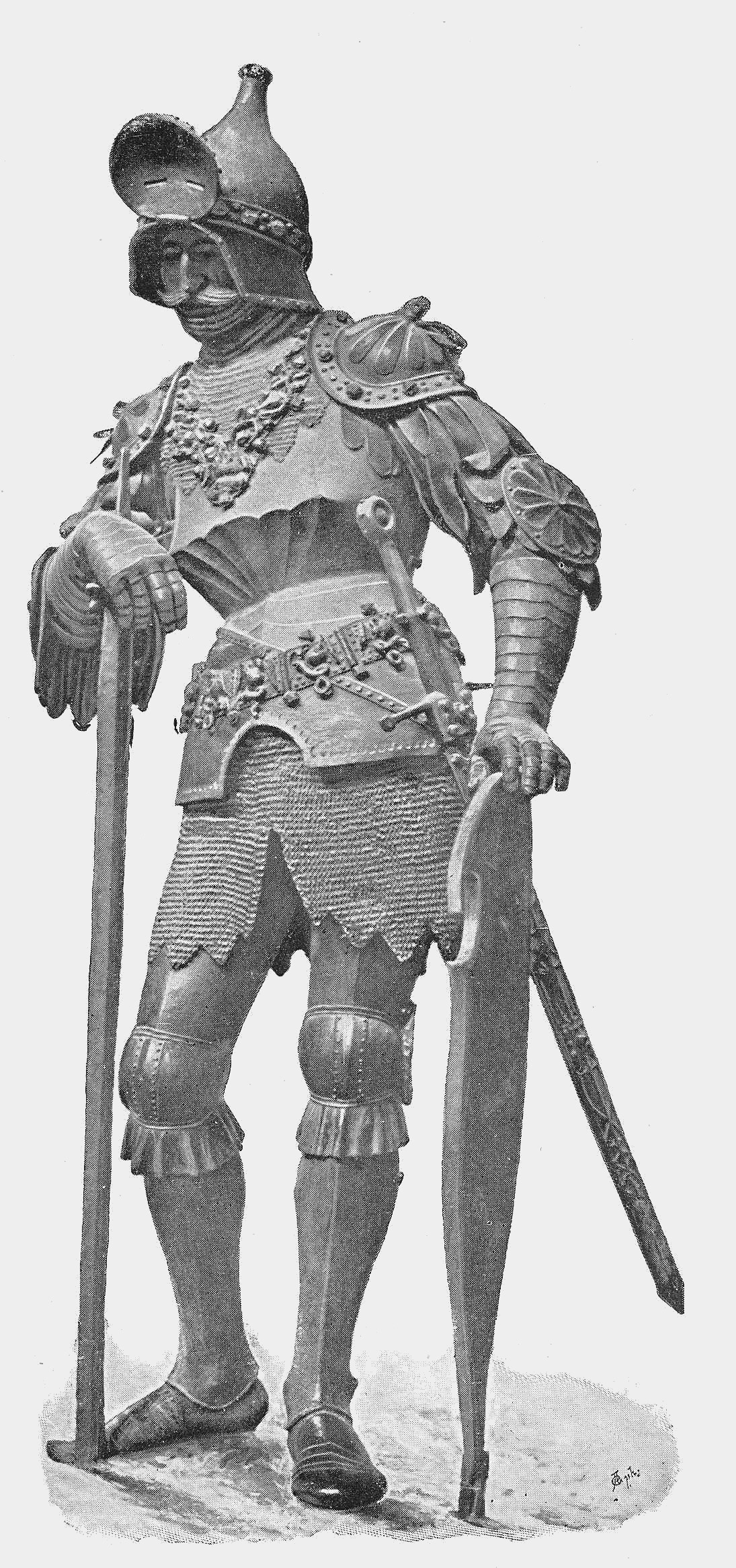
Tượng Theodoric theo kiểu Trung Cổ

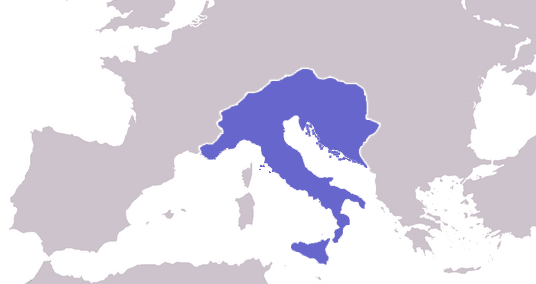
Bản đồ vương quốc Ostrogoth bao gồm Italia và vùng Balkan

#### Tiêu diệt Odoacer
Vào thời điểm ấy, người Ostrogoth đang định cư tại lãnh thổ của Đế quốc Đông La Mã như là foederati (đồng minh) của người La Mã, nhưng đã trở nên hiếu động và tăng thêm khó khăn cho sự quản lý của Zeno. Không lâu sau khi Theodoric trở thành vua, cả hai bên đặt ra một thỏa thuận nhằm mang lại lợi ích cho nhau. Người Ostrogoth cần một nơi để sống, và Zeno thì đang có vấn đề nghiêm trọng cần giải quyết với vua nước Ý là Odoacer, kẻ đã lật đổ Đế quốc Tây La Mã vào năm 476. Bề ngoài là quan Tổng trấn của Zeno, nhưng Odoacer thực sự là một mối hiểm họa đe dọa tới các vùng lãnh thổ của Đế quốc Đông La Mã (còn gọi là Byzantium) và không tôn trọng quyền công dân La Mã tại Ý. Được sự khuyến khích của Zeno, Theodoric thân chinh dẫn quân xâm chiếm vương quốc của Odoacer.
Quân đội Ostrogoth do vua Theodoric chỉ huy đánh bại Odoacer trong một loạt trận chiến dữ dội tại Aquileia năm 488, ở Verona năm 489, và tại Sông Adda năm 490. Cùng năm đó, quân của Theodoric tiến hành bao vây Odoacer tại Ravenna. Cuộc vây hãm kéo dài ba năm và được đánh dấu bằng hàng chục cuộc tấn công ở cả hai phe. Cuối cùng, không bên nào có thể chiếm ưu thế đánh bại đối phương một cách chắc chắn, và do đó vào ngày 2 tháng 2 năm 493, Theodoric và Odoacer ký kết một hiệp ước nhằm đảm bảo việc chia đôi khu vực cai trị ở Ý. Một bữa tiệc được hai bên tổ chức để kỷ niệm hiệp ước này. Tại bữa tiệc này, Theodoric, sau khi nếm món bánh mì nướng, đã cho phục binh đổ ra giết chết Odoacer.

#### Đối nội
Giống như Odoacer, Theodoric bề ngoài chỉ là một quan Tổng trấn cho Hoàng đế ở kinh kỳ Constantinopolis. Trên thực tế, ông đã có thể tránh sự giám sát của Đế quốc, và mối quan hệ giữa hai bên là như nhau. Tuy nhiên, không giống như Odoacer, trong công việc nội trị, Theodoric tỏ ra khá tôn trọng thỏa thuận mà ông đã thực hiện. cho phép công dân La Mã trong vương quốc của mình được giữ nguyên pháp luật La Mã và hệ thống tư pháp La Mã, phong tập tục tập quán và nền văn hóa, tín ngưỡng La Mã. Trong khi đó thì người Goth vẫn sống theo luật pháp và phong tục cũ của họ, và nơi ở của họ đa phần đều là lãnh thổ của người Ý đã bị Odoacer chinh phục trước đó.
Phần lớn người Ostrogoth định cư ở miền bắc và trung nước Ý, tuy nhiên họ chỉ là một thiểu số nhỏ nhoi trong toàn bộ vương quốc. Tỷ lệ người Ostrogoth tại Ravenna là 14%, tại một số nơi khác ở Ý, tỉ lệ chỉ có vài %. Vào năm 519, một đám đông dân chúng trong cơn nổi giận trong một cuộc tranh cãi về tôn giáo đã nổi lửa đốt cháy một tòa giáo đường ở Ravenna, Theodoric ra lệnh cho thành phố phải tái thiết lại bằng chính chi phí của nó. Từ hồi còn ở Constantinopolis, Theodoric rất mực ngưỡng mộ nền văn minh La Mã mà ông đã có dịp nghe kể về thời kỳ hoàng kim của Đế quốc La Mã thông qua những hậu duệ còn lại trong vương quốc của ông. Vì vậy mà Theodoric đã cố gắng bảo vệ, tu bổ và khôi phục lại hầu hết các công trình nghệ thuật đặc trưng văn hóa Hy-La như sân khấu, nhà tắm công cộng, đài phun nước tại các thành phố như Verona, La Mã và Ravenna sau cuộc chiến tranh với Odoacer.

#### Đối ngoại
Về công việc đối ngoại thì Theodoric Đại vương tìm cách liên minh lại, hoặc thực hiện quyền bá chủ dựa trên các vương quốc của người German khác ở phía tây. Ông liên minh với người Frank bằng cuộc hôn nhân với Audofleda, em gái vua Clovis I, và sử dụng bà con thân thích vào các cuộc hôn nhân với hoàng tử hoặc vua Visigoth, Vandal và Burgundy để gia tăng uy quyền của mình. Ông còn ngăn chặn thành công một cuộc đột kích của người Vandal vào lãnh thổ mình bằng cách đe dọa với vị vua yết ớt Thrasamund của người Vandal là sẽ mang quân xâm lược vương quốc của họ, và gửi một đội quân bảo vệ khoảng 5,000 người tới cùng với cô em gái Amalafrida của ông khi cô kết hôn với Thrasamund vào năm 500. Đối với triều đại của mình, Theodoric trên thực tế còn là vua của người Visigoth kiêm nhiếp chính vương cho ông vua trẻ con của người Visigoth là Amalric, cháu trai của ông, sau khi vua Alaric II bị người Frank dưới quyền Clovis đánh bại vào năm 507. Người Frank có khả năng giành quyền kiểm soát Aquitaine từ người Visigoth, nhưng mặt khác, Theodoric đã đánh bại các cuộc xâm nhập của họ.

#### Vấn đề tôn giáo

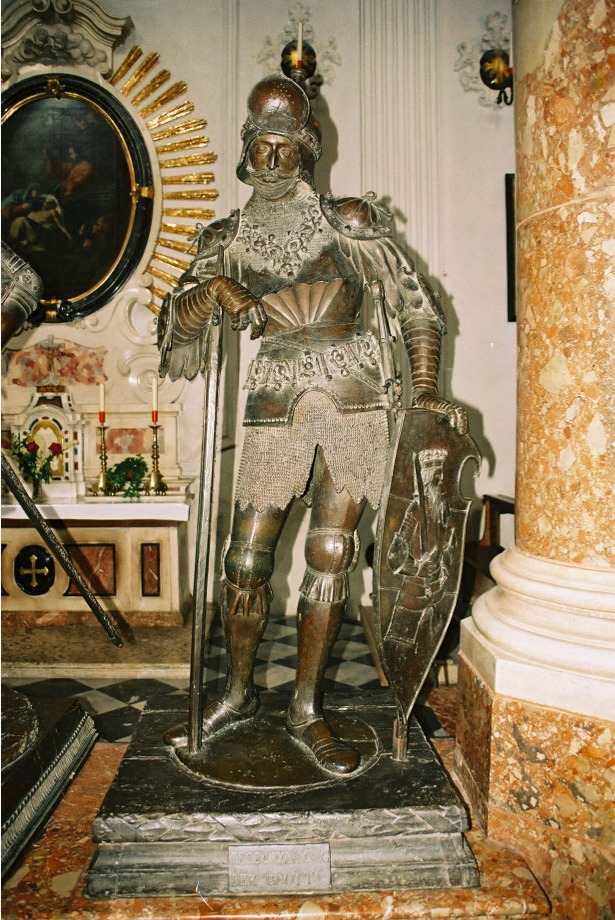
Bức tượng đồng Theodoric Đại vương do (Peter Vischer, làm vào năm 1512-13), từ đài kỉ niệm của Hoàng đế Maximilian I trong Tòa án Giáo hội tại Innsbruck.

Vào năm 520, triết gia Boethius trở thành magister officiorum (người đứng đầu các cơ quan, chức vụ của triều đình và chính quyền). Boethius vốn là người say mê nghiên cứu khoa học, đã dốc sức hiến dâng cho khuynh hướng nghiên cứu văn hóa Hy Lạp bằng cách dịch toàn bộ các tác phẩm của Aristotle ra tiếng Latin và cân đối chúng với các tác phẩm của Plato. Cuối cùng Boethius đã mất đi ân huệ của Theodoric, có thể do nhà vua nghi ngờ ông này có sự đồng cảm với Justin I, Hoàng đế Đông La Mã, vì Arian , Theodoric cảm thấy phần nào giống như một kẻ ngoài cuộc trong số những tín đồ Cơ Đốc giáo ở Nicaea. Do vậy Theodoric đã ra lệnh hành quyết Boethius vào năm 525.
Sau đó, Cassiodorus tiếp tục kế thừa Boethius nắm giữ chức magister vào năm 523. Các sử gia và cận thần dễ bảo có thể kể đến việc cung cấp sự giao thiệp tao nhã cho đến những cuộc trao đổi thư từ chính thức. "Gửi đến Đức Vua, ông ta [Cassiodorus] là một vị thẩm phán thân thiện và là một người bạn thân thiết, mẫu mực. Ngay khi thoát khỏi mối bận tâm của một viên chức, ông ta sẽ nhìn vào cuộc đàm luận của bạn về đạo lý của nhà hiền triết, rằng ông ta có thể khiến cho bản thân mình xứng đáng được như những người xưa vĩ đại. Với tính hiếu kỳ từ trước tới giờ, ông ta chỉ muốn nghe về đường đi của những ngôi sao, thủy triều của biển, và các đài phun nước huyền thoại, bằng sự nghiên cứu về khoa học tự nhiên một cách nghiêm túc có thể khiến ông trở thành một triết gia thực thụ trong màu áo vương giả". Hố sâu ngăn cách được mở rộng giữa các tầng lớp quý tộc Nguyên lão Nghị viên lấy thành La Mã làm trung tâm và những người ủng hộ luật lệ Goth tại thành Ravenna. Những nhân vật xuất sắc của quần chúng nhân dân tiếp nối Boethius đều bị người Ostrogoth chặn đứng.
Theodoric trong những năm cuối đời đã giảm dần vai trò người bảo trợ cho việc khoan dung tôn giáo Arian mà ông đích thân tạo dựng ngay từ những năm trị vì ban đầu. "Thực vậy, cái chết của ông đã cắt ngắn lại những gì có thể phát triển được thành một cuộc đàn áp chủ yếu của nhà thờ Công giáo để trả đũa các biện pháp mà Hoàng đế Justin thực hiện tại Constantinopolis nhằm chống lại tín đồ Arian ở đây".
Theodoric có niềm tin vững chắc với học thuyết Arian. Một cuộc tranh cãi xuất hiện vào cuối triều đại của ông với chủ đề về mối quan tâm của người La Mã và Hoàng đế Đông La Mã Justin I về học thuyết của Arius. Mối quan hệ giữa hai bên bắt đầu xấu dần, mặc dù Theodoric đã cố gắng can gián Đông La Mã không nên tiến hành chiến tranh chống lại ông nữa. Tuy nhiên sau khi ông mất thì sự miễn cưỡng nhanh chóng mất dần. 

#### Cuối đời
Thành tựu của Theodoric đã bị tách ra từng phần trước khi ông qua đời. Ông dự tính gả con gái của mình là Amalasuntha cho vua Eutharic của Vandal, nhưng Eutharic mắc bệnh nặng nên mất sớm vào năm 522 hoặc 523, vì vậy mối quan hệ triều đại lâu dài giữa Ostrogoth và Visigoth đã không được thành lập. Năm 522, vua Công giáo người Burgundy là Sigismund giết chết con trai của mình là Sergeric, cháu của Theodoric. Theodoric trả đũa bằng cách đem quân xâm lược Vương quốc Burgundia và sau đó sáp nhập một phần phía nam của vương quốc này vào bản đồ lãnh thổ Ostrogoth vào năm 523. Phần còn lại được cai trị bởi Godomar người em theo học thuyết Arian của Sigismund, dưới sự bảo vệ của người Goth đã nổi lên chống lại người Frank và cho người bắt sống Sigismund. Điều này khiến cho lãnh thổ của Theodoric được mở rộng thêm một phần, nhưng vào năm 524, một vị vua Vandal Công giáo mới là Hilderic đã cho bắt giam Amalfrida và giết chết lính bảo vệ của cô. Theodoric dự định tiến hành một cuộc viễn chinh để khôi phục lại quyền lực của mình từ tay Vương quốc Vandal nhưng đột ngột lâm trọng bệnh nên đã qua đời vào ngày 30 tháng 8 năm 526.

## Gia đình và con cháu

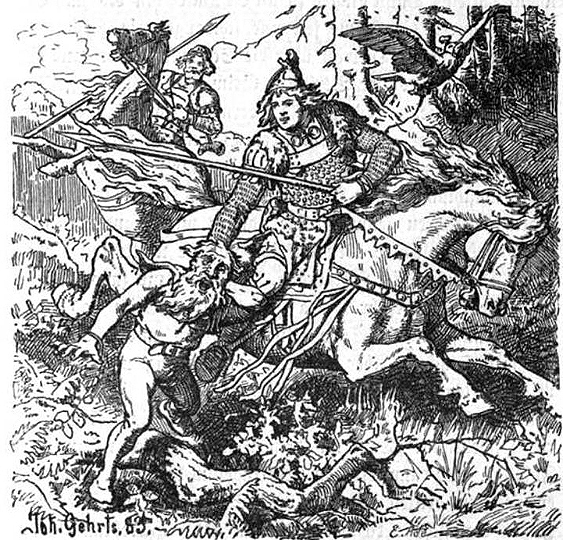
Tranh của Johannes Gehrts vẽ vào năm 1883 mô tả cảnh Dietrich bắt lấy một chú lùn.

Theodoric có hai lần kết hôn trong đời.
Lần đầu với một người vợ lẽ tại Moesia không rõ tên tuổi, có hai đứa con gái:
- Theodegotha (473 - ?). Năm 494, kết hôn với vua Alaric II giúp cha cô trở thành một phần đồng minh với người Visigoth.
- Ostrogotha hoặc Arevagni (475 - ?). Năm 494 hoặc 496, kết hôn với vua Sigismund xứ Burgundy giúp cha cô trở thành một phần đồng minh với người Burgundy.

Lần thứ hai với Audofleda vào năm 493 và có một người con gái:
- Amalasuntha, Nữ hoàng người Goth. Bà kết hôn với Eutharic, có hai đứa con là Athalaric và Matasuntha (ban đầu kết hôn với Witiges, sau khi Witiges mất thì tái hôn với Germanus Justinus nhưng không có con). Bất kỳ sự hy vọng hòa giải giữa người Goth và người La Mã trong con người của một Hoàng đế Goth-La Mã lấy dòng dõi gia đình làm chủ đạo đã bị tan vỡ.

Sau khi Theodoric qua đời tại Ravenna vào năm 526, cháu nội Athalaric của ông chính thức kế vị ngôi vua Ostrogoth. Athalaric lần đầu tiên được đại diện bởi Amalasuntha, mẹ của ông, giữ vai trò là Hoàng hậu nhiếp chính từ năm 526 đến 534. Tuy nhiên, Vương quốc Ostrogoths bắt đầu suy yếu dần và bị chinh phục bởi Justinian I bắt đầu từ sau cuộc nổi loạn xảy ra vào năm 535 và cuối cùng kết thúc vào năm 553 trong Trận Mons Lactarius.

## Di sản

### Lăng mộ

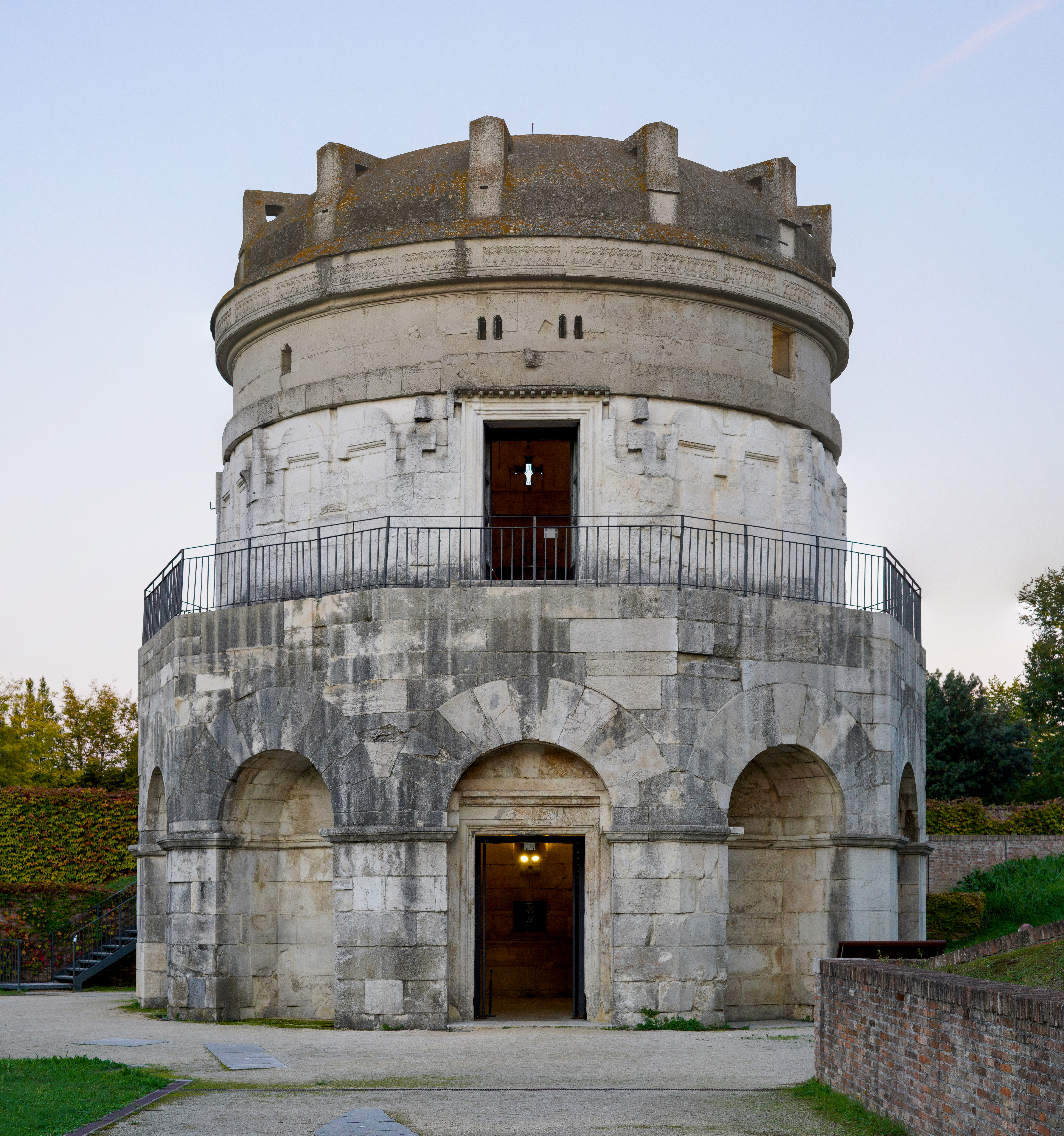
Lăng mộ của Theodoric ở Ravenna.

Theodoric Đại vương được chôn cất ở Ravenna, nhưng hài cốt của ông bị phân tán và lăng mộ của ông đã được đổi thành nhà thờ sau khi viên tướng Byzantine là Belisarius chinh phục thành phố vào năm 540. Lăng mộ của ông là một trong những di tích tốt nhất ở Ravenna, nhưng bức tượng cưỡi ngựa của ông gọi là Regisole cũng từng xuất hiện trong thành phố, về sau bị loại bỏ và cuối cùng bị phá hủy trong cuộc Cách mạng Pháp.

### Ảnh hưởng văn hóa
Theoderich được coi như Dietrich von Bern, một nhân vật quan trọng trong nền văn học Cao Trung của Đức, trong tiếng Iceland Cổ, ông được gọi là Þiðrekr.